# Бредбері (Каліфорнія)
Бредбері (англ. Bradbury) — місто (англ. city) в США, в окрузі Лос-Анджелес штату Каліфорнія. Статус міста був отриманий 26 липня 1957 року. Населення — 921 особа (2020).

## Географія
Бредбері розташоване в долині Сан-Габріель в передгір'ї Сан-Габріель за координатами 34°9′11″ пн. ш. 117°58′8″ зх. д. / 34.15306° пн. ш. 117.96889° зх. д. (34.153159, -117.968818).  За даними Бюро перепису населення США в 2010 році місто мало площу 5,07 км², з яких 5,07 км² — суходіл та 0,00 км² — водойми.
Географічно місто розташоване на відстані передгір'я Сан-Габріель та оточене Національним лісом Анджелес. На заході розташоване місто Монровія; на півдні та сході — Дуарті.

## Демографія
Згідно з переписом 2010 року, у місті мешкало 1048 осіб у 354 домогосподарствах у складі 273 родин. Густота населення становила 207 осіб/км².  Було 400 помешкань (79/км²).
Расовий склад населення:
| - 62,2 % — білих - 26,3 % — азіатів - 2,1 % — чорних або афроамериканців - 0,4 % — корінних американців - 5,6 % — осіб інших рас |

До двох чи більше рас належало 3,3 %. Частка іспаномовних становила 20,8 % від усіх жителів.
За віковим діапазоном населення розподілялося таким чином: 16,5 % — особи молодші 18 років, 63,6 % — особи у віці 18—64 років, 19,9 % — особи у віці 65 років та старші. Медіана віку мешканця становила 49,1 року. На 100 осіб жіночої статі у місті припадало 94,1 чоловіків;  на 100 жінок у віці від 18 років та старших — 89,0 чоловіків також старших 18 років.
Середній дохід на одне домашнє господарство  становив 181 700 доларів США (медіана — 109 583), а середній дохід на одну сім'ю — 178 191 долар (медіана — 110 625). Медіана доходів становила 83 750 доларів для чоловіків та 63 125 доларів для жінок. За межею бідності перебувало 8,8 % осіб, у тому числі 8,4 % дітей у віці до 18 років та 10,2 % осіб у віці 65 років та старших.
Цивільне працевлаштоване населення становило 430 осіб. Основні галузі зайнятості: освіта, охорона здоров'я та соціальна допомога — 20,9 %, науковці, спеціалісти, менеджери — 17,2 %, виробництво — 10,0 %, фінанси, страхування та нерухомість — 10,0 %.